# Horní Třebonín
Horní Třebonín je malá vesnice, část obce Dolní Třebonín v okrese Český Krumlov. Nachází se asi 1 km na jihovýchod od Dolního Třebonína. Prochází zde silnice II/155. Je zde evidováno 13 adres.
Horní Třebonín leží v katastrálním území Dolní Třebonín o výměře 5,83 km².

## Historie
První písemná zmínka o vesnici pochází z roku 1375.

## Pamětihodnosti
- Dva špýchary usedlosti čp. 1
- Výklenková kaplička I. na návsi
- Výklenková kaplička II. směr Černíč
- Výklenková kaplička III. při čp. 10

## Galerie

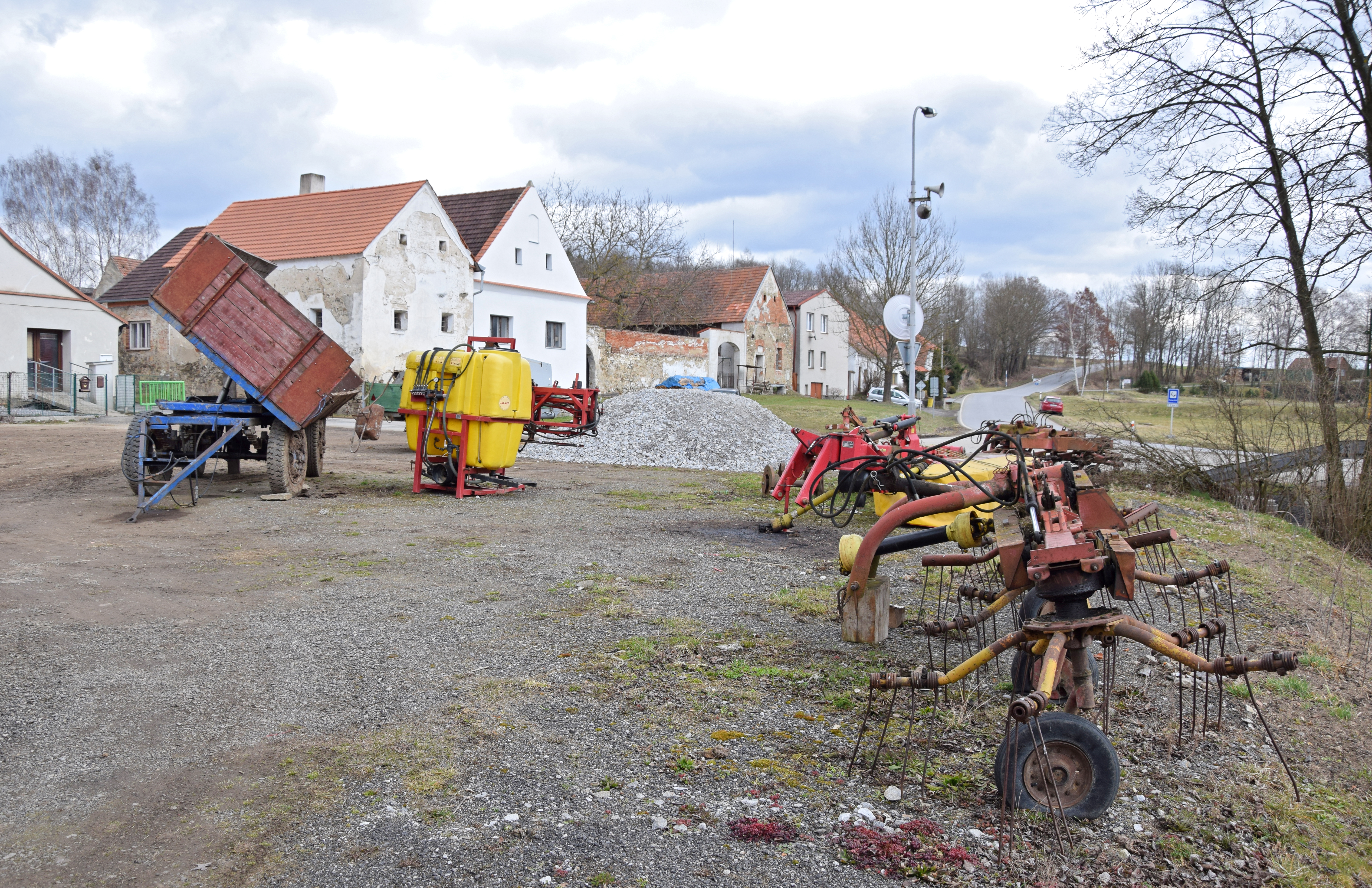
Náves
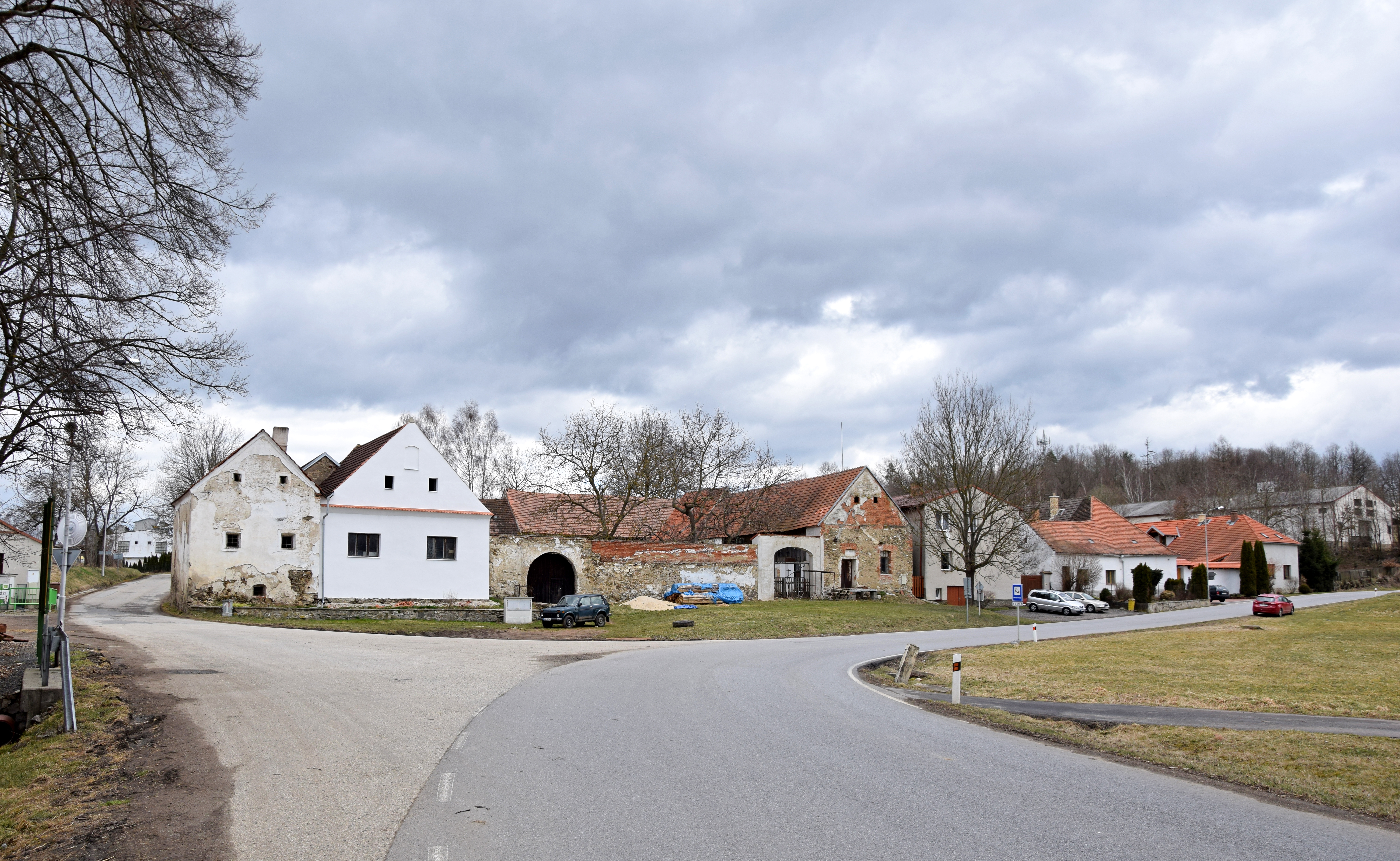
Náves
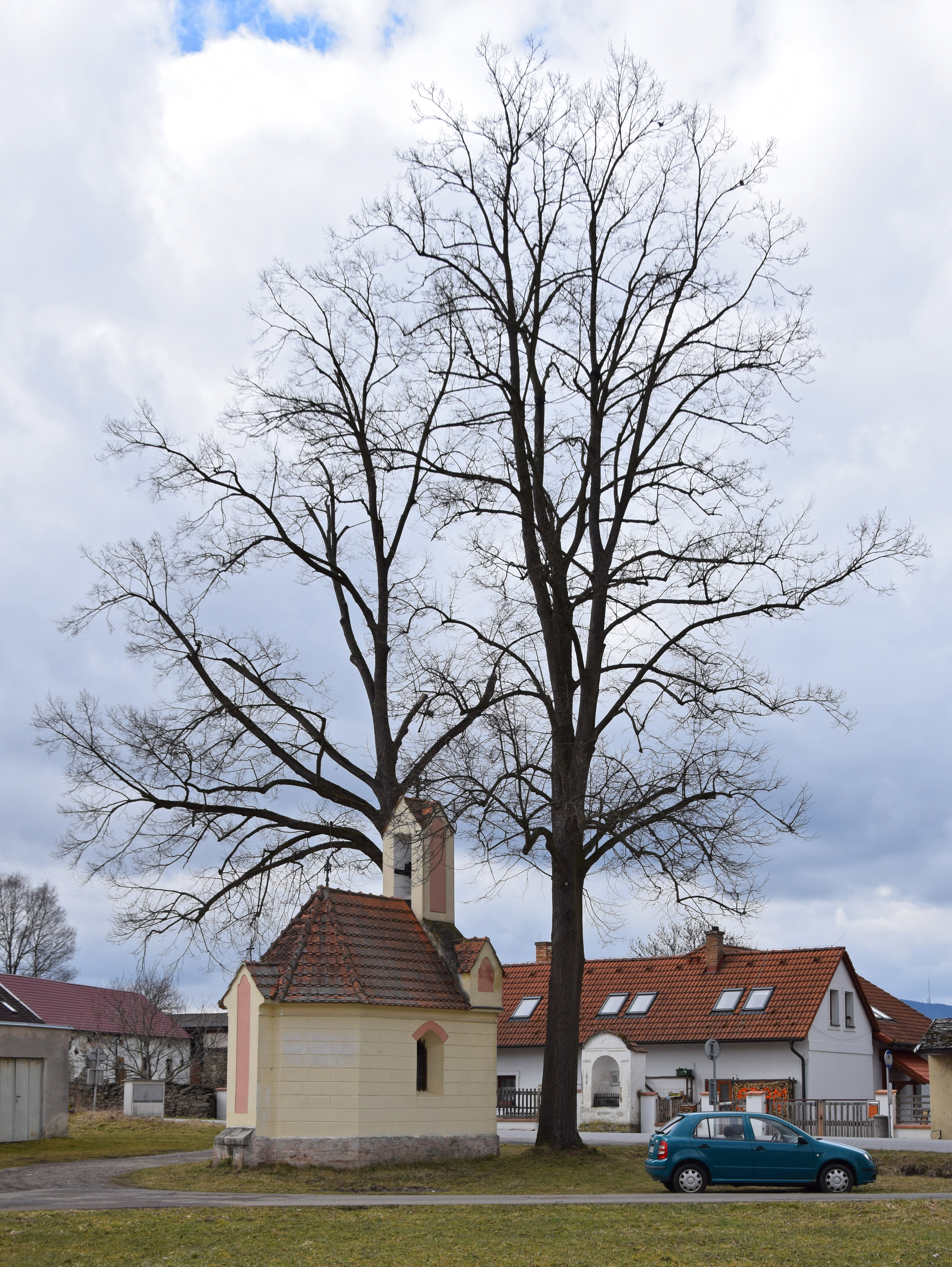
Kaplička
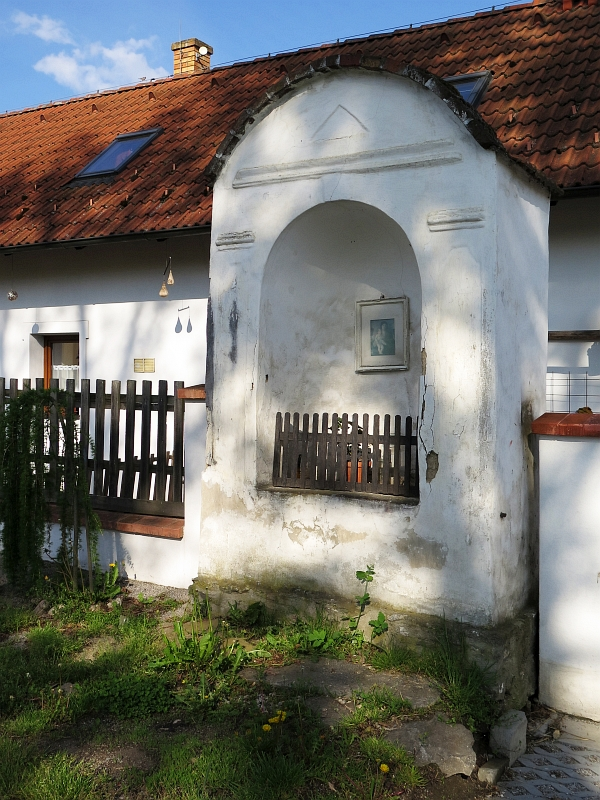
Výklenková kaple